# Lycodon gongshan
Lycodon gongshan — вид змій з родини полозових (Colubridae).

## Поширення
Вид є ендеміком провінції Юньнань в Китаї, де описаний у повітах Гуншань та Лунлін. Відомий тільки по типовому матеріалі. Живе у тропічних вічнозелених лісах у горах Гендуан на заході провінції.